# Station Esbjerg
Station Esbjerg is een spoorwegstation in het Deense Esbjerg. Het station ligt aan de lijn Esbjerg - Struer en aan de lijn Lunderskov - Esbjerg. Het station is een onderdeel van de boottrein verbinding naar Engeland. Het gebouw uit 1904 werd ontworpen door de architect Heinrich Wenck.